# جورج لوبيز
جورج لوبيز (بالإنجليزية: George Lopez)‏ هو ممثل أمريكي (من مواليد 23 أبريل 1961 في لوس أنجلوس، كاليفورنيا، الولايات المتحدة).

## الحياة الشخصية
ولد لوبيز في 23 أبريل 1961 في ميسون هيلز في لوس أنجليس وهو من اصول مكسيكية.

## الأعمال

### أفلام
- بولز أوف فيوري
- مرمادوك
- السنافر
- قابل السود
- جاسوس الباب التالي

### مسلسلات
- جورج لوبيز (مسلسل تلفزيوني)

## وصلات خارجية
- جورج لوبيز على موقع IMDb (الإنجليزية)
- جورج لوبيز على موقع الموسوعة البريطانية (الإنجليزية)
- جورج لوبيز على موقع روتن توميتوز (الإنجليزية)
- جورج لوبيز على موقع ألو سيني (الفرنسية)
- جورج لوبيز على موقع ميوزك برينز (الإنجليزية)
- جورج لوبيز على موقع أول موفي (الإنجليزية)
- جورج لوبيز على موقع قاعدة بيانات الأفلام السويدية (السويدية)
- جورج لوبيز على موقع إن إن دي بي (الإنجليزية)
- جورج لوبيز على موقع ديسكوغز (الإنجليزية)
- جورج لوبيز على موقع قاعدة بيانات الفيلم (الإنجليزية)

- الموقع الإلكتروني